# زمین‌لرزه ۱۹۱۵ السالوادور
زمین‌لرزه السالوادور  در تاریخ ۷ سپتامبر ۱۹۱۵ میلادی، برابر با ‎۱۵ شهریور ۱۲۹۴، ساعت ۱:۲۰:۴۸ به زمان یوتی‌سی در السالوادور رخ داد. ژرفای این زلزله ۸۰ کیلومتر بود. بزرگی آن ۷٫۴ در مقیاس mB اعلام شده‌است. زمین‌لرزه به وقت محلی در روز دوشنبه، ساعت ۱۹ روی داده و منطقه زمانی آن یوتی‌سی -۶ بوده‌است .
سازمان زمین‌شناسی آمریکا نیز جای این زمین‌لرزه را در مختصات ۱۴°شمالی ۸۹°غربی / ۱۴°شمالی ۸۹°غربی و بزرگی آنرا برابر با ۷٫۹ در مقیاس ریشتر اعلام کرده‌است. ژرفای گزارش شده از سوی این سازمان ۸۰ کیلومتر می‌باشد.
شمار کشتگان زلزله حدود ۷ نفر بوده‌است.